# Lepidasthenia longicirrata
Lepidasthenia longicirrata  (лат.) — вид морских многощетинковых червей семейства Polynoidae из отряда Phyllodocida.

## Распространение
Тихоокеанское побережье Америки от Южной Калифорнии на юге ареала до Западной Канады на севере (Ванкувер). Lepidasthenia longicirrata встречается на глубинах до 330 м.

## Описание
Длина тела до 18 мм при ширине — до 1,8 мм. Глаза небольшие. Пальпы заострённые и почти вчетверо длиннее головной лопасти. Все элитры примерно одинакового размера. Сегментов около 60.. Пальпы гладкие Циррофоры и элитрофоры короткие. Нотоподия недоразвитая. Головная лопасть с тремя щупальцами (одно медиальное и дв латеральных). Простомиум разделён медиальным желобком на две части. Параподии двуветвистые. Все щетинки (сеты) простые
.